# Pilocrocis nigridentalis
Pilocrocis nigridentalis là một loài bướm đêm trong họ Crambidae.